# Rosa (pomme de terre)
La 'Rosa' est une variété de pomme de terre française. Il s'agit d'une variété ancienne, d'origine inconnue, inscrite au catalogue officiel des variétés en France depuis la création de celui-ci, le 1er janvier 1935.
C'est une pomme de terre à chair ferme, de bonne conservation.
D'autres cultivars de pomme de terre à peau rouge portent le nom de 'Rosa'. Il s'agit notamment des suivantes :
- 'Rosa de Cherbourg' : obtention française (Inra),
- 'Rosa Polesja' : obtention russe de 1950, issue du croisement 'Early Rose' × 'Smyslovsky' (obtenteur : Polessker Zuchstation),
- 'Rosa Kommersoni' : obtention russe antérieure à 1962, d'origine inconnue,
- 'Rosa' : obtention allemande de 1958, issue d'un croisement de la variété 'Roswitha' (obtenteur : Vereinigte Saatzuchten Ebstorf),
- 'Rosa' : obtention américaine de 1980, issue du croisement 'Wauseon' × 'J 171-8' (obtenteur : université Cornell),
- 'Rosa' : obtention russe de 1982, issue d'un croisement de la variété 'Severnaja Rosa'.

## Caractéristiques
Les tubercules, à peau rouge et à chair jaune pâle, sont de forme allongée légèrement claviforme. Les yeux sont superficiels.
C'est une plante à port dressé, à fleurs blanches fructifiant rarement. Son rendement est estimé à 90 % de la variété de référence 'Bintje'. Elle se caractérise aussi par sa période de dormance très longue.
En culture, elle est très sensible au mildiou du feuillage et des tubercules. Elle est également sensible aux maladies virales, notamment le virus de l'enroulement et le virus Y.
Sur le plan culinaire, elle est classée dans le groupe A des pommes de terre dites « à chair ferme », à teneur en amidon réduite, se tenant bien à la cuisson à l'eau ou à la vapeur et particulièrement adaptées à la préparation de salades.

## Origine
L'origine génétique de cette variété est inconnue.
La variété 'Rosa' serait identique à celle cultivée traditionnellement sous le nom de « Plate de Florenville » en Belgique, dans la région gaumaise, et dans la région française limitrophe. Cette pomme de terre, arrivée d'Espagne au XIXe siècle, aurait été expédiée vers 1920 en Bretagne pour l'« assainir » de la maladie connue à l'époque sous le nom de « dégénérescence » et inscrite ensuite au catalogue officiel français en 1935.